# Matad d'Atholl
Matad d'Atholl fut Mormaer d'Atholl entre les années 1130 à 1153/9. 
Il s'est peut-être vu offrir ce territoire par un roi d'Écosse, comme le suggère Roberts, plutôt qu'en avoir hérité. Cela reste toutefois peu certain. S'il en a hérité, il en a hérité de son père Máel Muire. Selon l'Orkneyinga Saga, Matad est le fils de Máel Muire, lui-même fils de Donnchad Ier et plus jeune frère de Malcolm III. C'est très peu probable que les rois d'Écosse, qui avaient très peu d'emprise sur cette seigneurie, aient été en position de l'offrir. L'hypothèse de l'héritage est donc la plus probable.
Matad est surtout célèbre comme étant le père d'Harald Maddadsson, ou Arailt mac Mataid. Il épouse Marguerite, fille d'Haakon Paulsson (petit-fils de Thorfinn le puissant). Par ce mariage, leur fils Harald héritera du comté des Orcades.
Il est appelé Maddadr dans l'Orkneyinga Saga, et certains historiens l'ont donc par la suite appelé Maddad. C'est également un témoin du règne de David Ier d'Écosse. 
Selon Anderson, il meurt entre 1151 et 1161. Un de ses fils lui succède, Máel Coluim. 